# Liga Independente das Escolas de Samba do Grupo Especial
A Liga Independente das Escolas de Samba do Grupo Especial foi uma entidade representativa de escolas de samba, responsável por organizar o Carnaval de Belém durante os anos de 2002 e 2004. No ano de 2002 a prefeitura de Ananindeua, cidade vizinha à Belém passou a organizar um desfile alternativo ao da capital criando uma divisão no concurso da cidade. Em seu primeiro ano de duração, o desfile da LIESGE não teve avaliação, por falta de jurados. Já em 2004, a vencedora foi a escola A Grande Família.
Além desta escola, participaram do desfile realizado em Ananindeua as seguintes agremiações: Acadêmicos da Pedreira, Bole Bole, Mocidade Olariense e Quem São Eles.
Após dois anos de disputas paralelas, em 2005 o Carnaval foi reunificado, e a LIESGE, extinta.